# Lou Colombo
Lu Colombo, aussi appelée Lou Colombo, de son vrai nom Luisa Colombo (née le 3 juillet 1952 à Milan), est une chanteuse italienne, principalement connue pour son single Macaraibo.

## Biographie
Née le 3 juillet 1952, encouragée par ses parents, Lou Colombo développe une passion pour la musique depuis son enfance. Pendant les années 1960 elle commence à chanter et jouer de la guitare. Pendant les années 1970, elle est active au théâtre, où elle écrit des bandes-son, et travaille dans un studio d'enregistrement et de montage de films. Elle travaille également à temps partiel dans un magasin de musique en tant que graphiste.
En 1981, elle lance la chanson-tube de l'été Maracaibo, pour laquelle elle est toujours connue,. En 1982, la chanson est mixée par Tony Carrasco et publiée sur Moon Records (Italie) et Starnight Records (France). En 1983, elle sort le single Dance All Nite sur EMI.
En 2016 Lou Colombo produit Basta, un projet contre la violence et le féminicide. En 2017, elle publie l'album hommage Controcorrente qui contient quelques pages du répertoire musical de Gabriella Ferri.
En 2020, elle sort Ali ali, une chanson composée pour remercier tous les travailleurs de la santé et les services publics qui ont assuré la vie pendant le confinement. Elle sera suivie d'une version intitulée Ali ali ali Phase 2, enregistrée avec Luca Pozzuoli. Pour le 25 avril 2020, elle écrit une chanson dédiée à son père, prisonnier de guerre, en collaboration avec Silvio Meazza. Toujours en 2020, elle enregistre le titre Danza avec Tony Esposito aux percussions et participe à la production du remix du titre Rimini-Ouagadougou, avec les DJ Max Monti et Claudio Coveri. L'album Danza sort en 2021 et l'EP Mito en 2022, avec des versions inédites de chansons déjà connues et appréciées du public.

## Discographie

### Albums studio
- 2003 : L'uovo di Colombo (distribution digitale)
- 2007 : Lupai (CD)
- 2012 : Molto più di un buon motivo (distribution digitale)
- 2016 : Basta (distribution digitale)
- 2021 : Danza
- 2022 : Mito

### Singles
- 1981 : Maracaibo/Neon (Carosello, 7")
- 1982 : Skipper/Rio Rio (Moon Records, 7", 12")
- 1982 : Maracaibo(Tony Carrasco Mix)/ Maracaibo(Tony Carrasco Mix)(Instrumental) (Moon Records, 7", 12")
- 1983 : Dance All Nite/O Do Not Love Me to Long (EMI Italiana, 7")
- 1983 : Dance All Nite (EMI Italiana, 12")
- 1984 : Aurora/Samba Calipso Tango (EMI Italiana, 7")
- 1984 : Aurora Hot Version (Emi Italiana, 12")
- 1985 : Rimini Ouagadougou/Punto Zero (EMI Italiana, 7")
- 1993 : Maracaibo Remix 93 Nuda (Soul Xpression, 12")
- 2001 : Maracaibo - 20th Anniversary (ICE Record, CD single)
- 2011 : Maracaibo reggae 30th Anniversary (distribution digitale)
- 2017 : La pansè (dans l'album Controcorrente hommage à Gabriella Ferri) (étiquette lavocedelledonne)
- 2023 : Maracaibo (Gian Maria Bragantini Remix)